# Orovac
Orovac – wieś w Chorwacji, w żupanii bielowarsko-bilogorskiej, w gminie Severin. W 2011 roku liczyła 341 mieszkańców.